# Grygieliszki
Grygieliszki (deutsch Grilskehmen, 1938 bis 1945 Grilsen) ist ein kleines Dorf in der polnischen Woiwodschaft Ermland-Masuren. Es liegt im Kreis Gołdap (Goldap) und gehört zur Stadt- und Landgemeinde Gołdap.

## Geographische Lage
Grygieliszki liegt im Nordosten der Woiwodschaft Ermland-Masuren, acht Kilometer westlich der Kreisstadt Gołdap (Goldap). Bis zur polnisch-russischen Staatsgrenze bei Mażucie (Masutschen, 1938 bis 1945 Oberhofen) sind es drei Kilometer in nördlicher Richtung.

## Geschichte
Der kleine Ort, der um 1566 Grigellischkeym, um 1600 Grigalischken, um 1785 Grigelischken und dann bis 1938 Grilskehmen genannt wurde, bestand vor 1945 lediglich aus einem großen Hof, umgeben von ein paar kleinen Höfen. Vor 1908 wurde Grilskehmen Amtsdorf und damit namensgebend für einen Amtsbezirk, der bis dahin seinen Sitz in Ballupönen (1938 bis 1945: Ballenau, polnisch: Bałupiany) hatte, und – 1939 in „Amtsbezirk Grilsen“ umbenannt – bis 1945 zum Kreis Goldap im Regierungsbezirk Gumbinnen der preußischen Provinz Ostpreußen gehörte.
Die Einwohnerzahl Grilskehmens belief sich im Jahre 1910 auf 63. Sie verringerte sich bis 1933 auf 35, betrug aber 1939 schon wieder 59.
Am 3. Juni (offiziell bestätigt am 16. Juli) des Jahres 1938 wurde Grilskehmen in „Grilsen“ umbenannt. In Kriegsfolge kam es dann 1945 zu Polen, wo es jetzt „Grygieliszki“ heißt. Mit seinen derzeit 30 Einwohnern ist es eine Ortschaft im Verbund der Stadt- und Landgemeinde Gołdap im Powiat Gołdapski, bis 1998 der Woiwodschaft Suwałki, seither der Woiwodschaft Ermland-Masuren zugehörig.

### Amtsbezirk Grilskehmen/Grilsen (bis 1945)
In der Zeit seines Bestehens vor 1908 bis 1945 bestand der Amtsbezirk Grilskehmen (1939 bis 1945: Amtsbezirk Grilsen) aus zehn Gemeinden:
| Name                          | Änderungsname 1938 bis 1945 | Polnischer Name    |  | Name                      | Änderungsname 1938 bis 1945 | Polnischer Name |
| ----------------------------- | --------------------------- | ------------------ |  | ------------------------- | --------------------------- | --------------- |
| Ballupönen, Kirchspiel Goldap | Ballenau                    | Bałupiany          |  | Kuiken, Kirchspiel Goldap | Tannenhorst                 | Kujki Dolne     |
| Barkehmen                     | Barkau                      | Barkowo            |  | Liegetrocken              |                             | Łobody          |
| Czerwonnen                    | ab 1934: Rotenau            | Czerwone           |  | Morathen                  | ab 1935: Bergesruh          | Morzęty         |
| Grilskehmen                   | Grilsen                     | Grygieliszki       |  | Samonienen                | Klarfließ                   | Samoniny        |
| Groß Dumbeln                  | Erlensee                    | Maloje Ischewskoje |  | Wilkatschen               | Birkendorf (Ostpr.)         | Wiłkajcie       |

## Religionen
Wegen seiner überwiegend evangelischen Bevölkerung war Grilskehmen vor 1945 in das Kirchspiel der Kirchengemeinden in Goldap eingepfarrt und gehörte so zum Kirchenkreis Goldap in der Kirchenprovinz Ostpreußen der Kirche der Altpreußischen Union. Die Pfarrkirche der wenigen Katholiken stand ebenfalls in Goldap, zugehörig zum Bistum Ermland.
Seit 1945 ist die Einwohnerschaft Grygielizkis mehrheitlich katholisch. Pfarrort ist immer noch Gołdap, das jetzt zum Dekanat Gołdap im Bistum Ełk (Lyck) der Katholischen Kirche in Polen gehört. Die evangelischen Kirchenglieder gehören zur Kirchengemeinde Gołdap, die jetzt eine Filialgemeinde der Pfarrei in Suwałki in der Diözese Masuren der Evangelisch-Augsburgischen Kirche in Polen ist.

## Verkehr
Grygieliszki liegt ein wenig abseits im polnisch-russischen Grenzgebiet und ist nur über eine unbedeutende Nebenstraße zu erreichen, die von Bałupiany (Ballupönen, 1938 bis 1945 Ballenau) über Łobody (Liegetrocken) direkt nach Grygieliszki führt. Ein Bahnanschluss hat zu keiner Zeit bestanden.